# I pettegolezzi delle donne
I pettegolezzi delle donne è una commedia teatrale di Carlo Goldoni scritta nel 1750. Rappresentata per la prima volta in occasione dell'ultima sera di Carnevale del 1751 al Teatro Sant'Angelo di Venezia, riscosse enorme successo di pubblico, il quale, anche per l'uso del veneto, riconobbe molto verosimili le vicende degli sposi promessi Checchina e Beppo. 
È l'ultima delle sedici commedie che il commediografo veneziano – a seguito di una scommessa con il pubblico veneziano – si impegnò a scrivere in un solo anno per il capocomico Girolamo Medebach. 
Goldoni, nella prefazione dell'edizione a stampa, si disse felice che il lavoro riuscisse gradito al pubblico anche a distanza di anni dalla prima rappresentazione.
Il testo fu in seguito rimaneggiato da Marie-Jeanne Riccoboni e da suo marito Antonio Francesco (figlio di Luigi Riccoboni) e messo in scena a Parigi il 4 febbraio 1767 con il titolo Les caquets.

## Trama
Beppo e Checchina sono in procinto di convolare a nozze; tuttavia poco prima dello sposalizio la rigattiera Donna Sgualda racconta alla lavandaia Donna Catte una notizia della quale è venuta a conoscenza: Checchina non è la vera figlia di Paron Toni come tutti credono. La notizia, attraverso un veloce passaparola fra le donne di Venezia, giunge all'orecchio di Beppo, che si vede quindi impossibilitato a sposare una ragazza di paternità incerta, pur amandola molto. Quando poi si diffonde la notizia che il vero padre di Checchina è giunto in città, tutti i pettegolezzi conducono ad attribuire la paternità ad un venditore di noccioline, Musa detto Abagiggi. Anche in questo modo Beppo non può sposare Checchina per via della differenza sociale e di lì a poco si diffondono tutta una serie di chiacchiere sul conto dell'incolpevole Checchina; ben presto tuttavia i pettegolezzi delle signore veneziane verranno spazzati via fino a che verrà fatta chiarezza sulla situazione e si potranno in questo modo celebrare le tanto agognate nozze fra i due promessi sposi.

## Poetica
Scrisse lo stesso Goldoni: Ho imparato un non so che di più circa alle donne, che mi obbliga a ritirarmi, e a star lontano per fuggire l’incontro dei loro graziosissimi pettegolezzi. Protagoniste indiscusse sono le donne e la loro lingua, mezzo di chiacchiera e pettegolezzo. Nella visione di Goldoni il pettegolezzo coinvolge trasversalmente tutte le classi sociali, dalle più umili alle più nobili.